# سیارک ۵۷۱۰
سیارک ۵۷۱۰ (به انگلیسی: 5710 Silentium، نامگذاری:1977UP) پنج هزار و هفتصد و دهمین سیارک کشف شده‌است که در ۱۸ اکتبر ۱۹۷۷ کشف شد.
قدر مطلق سیارک برابر ۱۴٫۲۰ است.